# Kościół Podwyższenia Krzyża Świętego w Radawiu
Kościół Podwyższenia Krzyża Świętego – rzymskokatolicki kościół parafialny położony we wsi Radawie (gmina Zębowice). Kościół należy do Parafii Podwyższenia Krzyża Świętego w Radawiu w dekanacie Dobrodzień (diecezja opolska). 24 marca 1954 roku kościół został wpisany do rejestru zabytków nieruchomych województwa opolskiego pod numerem 88/54. Świątynia należy do szlaku drewnianego budownictwa sakralnego.

## Historia kościoła
Pierwsza wzmianka o kościele w Radawiu pochodzi z 1500 roku. Fundatorem świątyni był właściciel miejscowego majątku rycerskiego z rodu Salawów. W połowie XVII wieku zostaje przyłączony do sąsiedniej parafii w Zębowicach, taki stan rzeczy trwa do 1945 roku. W 1817 roku powiększona została nawa, a w 1836 roku przebudowano i podwyższono wieżę do wysokości 18,5 metra. W czasie remontu kapitalnego w 1899 roku położono na ściany wewnętrzne, a w 1933 roku na strop, warstwę tynku. Ponadto w 1933 roku, w czasie remontu, wzmocniono ściany czterema stalowymi, wklęsłymi dźwigarami. 15 czerwca 1944 roku kościółek zostaje podniesiony do rangi lokalii, a tym samym ponownie staje się samodzielnym kościołem. Po 1945 roku, w celu zwiększenia trwałości drewna budynku i ochrony ścian zewnętrznych przed działaniem warunków atmosferycznych, kilkakrotnie nasycono kościółek środkami konserwującymi. Od 1966 roku w wykazie kościelnym występuje jako samodzielny, pełnoprawny kościół parafialny.

## Architektura i wnętrze kościoła
Świątynia to budowla drewniana, jednonawowa o konstrukcji zrębowej, orientowana, zbudowana w stylu barokowym. Prezbiterium jest mniejsze od nawy, zamknięte trójbocznie. Z boku prezbiterium znajduje się zakrystia, a na piętrze loża kolatorska. Od frontu i z boku nawy wybudowano kruchty. Wieża jest konstrukcji słupowej, ośmioboczna, osadzona na nawie, zwieńczona baniastym hełmem gontowym z latarnią i krzyżem. Dwukalenicowy dach pokrywa gont z sześcioboczną wieżyczką na sygnaturkę zakończoną gontowym hełmem. Wnętrze kościółka zostało otynkowane. Na chórze muzycznym, z bocznymi balkonami, zamontowano organy pochodzące z XVIII wieku.
W wystroju wnętra świątyni na uwagę zasługują również: 
- ołtarz główny i dwa ołtarze boczne wykonane są w stylu klasycystycznym,
- ambona pochodząca z I połowy XIX wieku,
- chrzcielnica z rzeźbą chrztu w Jordanie pochodząca również z I połowy XIX wieku,
- klasycystyczne rzeźby świętych[6].